# Xylophanes epaphus
Xylophanes epaphus là một loài bướm đêm thuộc họ Sphingidae. Nó được tìm thấy ở Guyane thuộc Pháp và có thể về phía nam tới tận Argentina.
Nó hơi giống với Xylophanes obscurus nhưng nhạt hơn.
Cá thể trưởng thành có lẽ mọc cánh quanh năm.
Ấu trùng ăn Psychotria panamensis, Psychotria nervosa và Pavonia guanacastensis.

## Hình ảnh

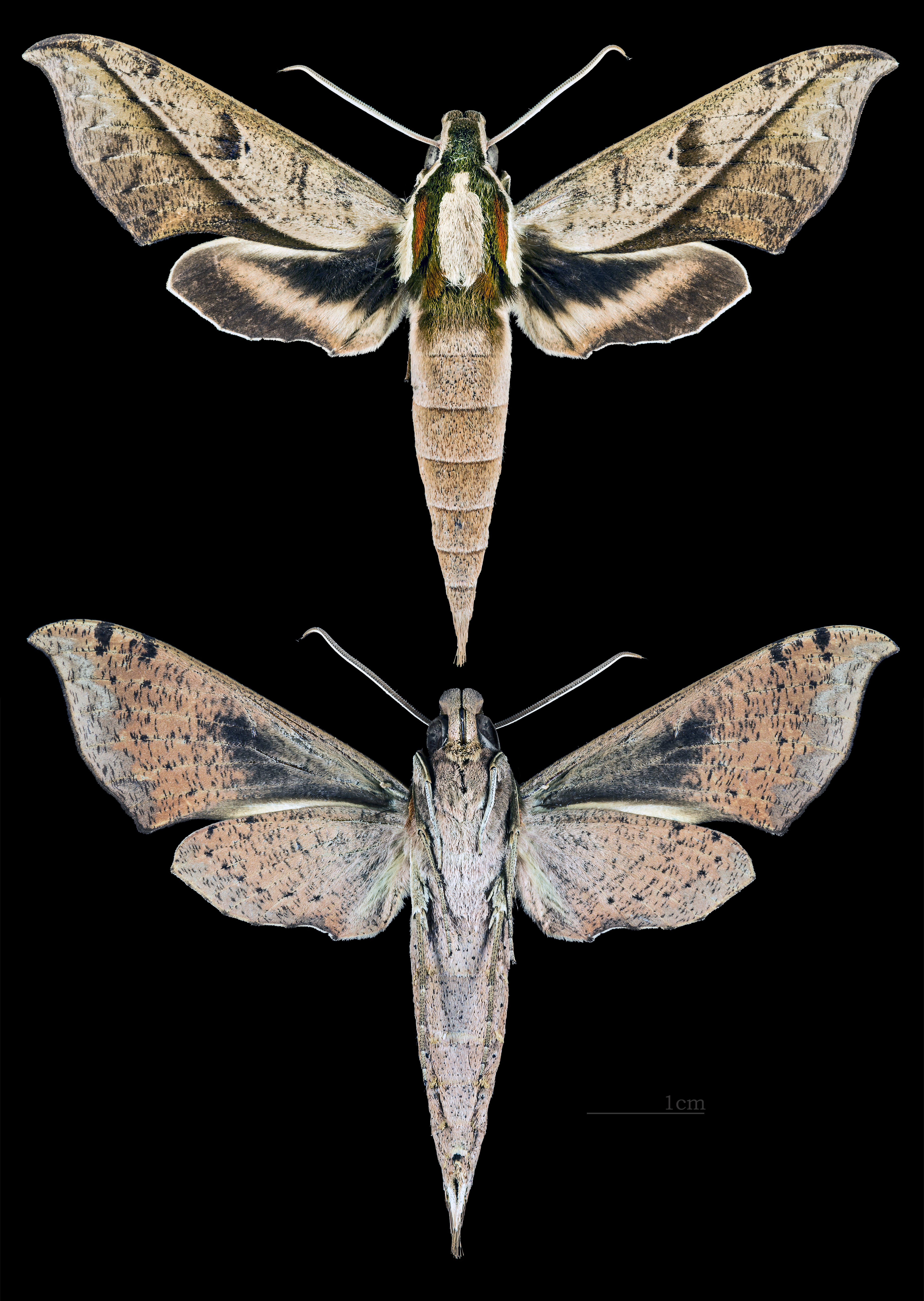